# Damaratoko
Damaratoko (Tockus damarensis) är en fågel i familjen hornskator inom ordningen praktfåglar.

## Utbredning och systematik
Fågeln förekommer i södra Damaraland i centrala Namibia. Tidigare ingick damaratoko i komplexet rödnäbbad toko vars fem taxon kempi, erythrorhynchus, ruahae, rufirostris och damarensis numera givits artstatus.

## Status
Arten har ett stort utbredningsområde och beståndet anses vara stabilt. Internationella naturvårdsunionen IUCN listar den därför som livskraftig (LC).